# Torymus aceris
Torymus aceris är en stekelart som beskrevs av Boucek 1994. Torymus aceris ingår i släktet Torymus och familjen gallglanssteklar. Inga underarter finns listade i Catalogue of Life.